# Tour della nazionale maschile di rugby a 15 del Sudafrica 2016

## Risultati

### Itest match
| Arbitro: | Jérôme Garcès |

|                                           |      |                              |
| 10’ May 36’ Lawes 44’ Ford 67’ O. Farrell | mt   | 58’ J. Goosen 79’ W. le Roux |
| 10’, 36’, 44’, 67’ O. Farrell             | tr   | 79’ Combrinck                |
| 34’, 49’ O. Farrell 40’ E. Daly           | c.p. | 4’, 21’ Lambie               |
|                                           | drop | 8’ Lambie                    |

| Arbitro: | George Clancy |

|                               |      |                          |
| 13’ v. Schalkwyk 57’ Venditti | mt   | 9’ Habana 18’ de Allende |
| 13’, 57’ Canna                | tr   | 18’ Lambie               |
| 29’ Padovani 64’ Canna        | c.p. | 46’ Lambie 60’ Jantjies  |

| Arbitro: | Romain Poite |

|                                   |      |                  |
| 46’ K. Owens 76’ Tipuric          | mt   | 70’ Cassiem      |
| 76’ Halfpenny                     | tr   | 70’ Lambie       |
| 12’, 18’, 22’, 34’, 43’ Halfpenny | c.p. | 7’, 24’ Jantjies |

### L'incontro con i Barbarians
| Arbitro: | Mike Fraser |

|                                                     |    |                                                                             |
| 5’ Nanai 19’ Ellis 40’ Naiyaravoro 55’, 68’ Morahan | mt | 12’ du Toit 24’ R. Smit 44’ Petersen 71’ F. Venter 76’ R. Janse v. Rensburg |
| 19’ R. du Preez 55’, 68’ Mo’unga                    | tr | 24’, 44’, 71’ Lambie                                                        |